# Sergi Barjuan
Sergi Barjuan i Esclusa (* 28. Dezember 1971 in Les Franqueses del Vallès) ist ein ehemaliger spanischer Fußballspieler und heutiger -trainer.

## Spielerkarriere

### Verein
Barjuan wurde in La Masia, der Nachwuchsakademie des FC Barcelona ausgebildet. 1993 schaffte er den Sprung in die erste Mannschaft des Vereins. Gleich in seiner ersten Saison konnte der linke Verteidiger die spanische Meisterschaft feiern und stand im Finale der Champions League 1994, das allerdings deutlich mit 0:4 gegen den AC Mailand verloren wurde.
1996 stand er mit seinem Klub im Finale der Copa del Rey, das jedoch gegen Atlético Madrid verloren wurde. Da diese im gleichen Jahr Meister wurden, qualifizierte sich der Verein dennoch für den Europapokal der Pokalsieger, der mit Barjuan auf dem Platz in der folgenden Saison durch ein 1:0 gegen Titelverteidiger Paris Saint-Germain gewonnen werden konnte. 1997 und 1998 gewann Barjuan mit seinem Verein den spanischen Pokal. 1998 gelang zudem mit dem Gewinn der Meisterschaft das Double und ein Jahr später durfte sich Barjuan wiederum spanischer Meister nennen.
2002 verabschiedete sich Barjuan von Barcelona und wechselte zum Ligakonkurrenten Atlético Madrid. 2005 beendete er dort nach insgesamt 353 Ligaspielen, in denen er 6 Tore erzielte, seine Karriere.

### International
Wegen seiner guten Leistungen in der Saison 1993/94 wurde Barjuan von Javier Clemente auch in den Kader der spanischen Nationalmannschaft für die Weltmeisterschaft 1994 berufen. In der Folge gehörte er bei jedem Turnier zum Aufgebot. So war er bei der Europameisterschaft 1996, der Weltmeisterschaft 1998 und der Europameisterschaft 2000 dabei. Insgesamt bestritt er 56 Länderspiele für Spanien, dabei gelang ihm ein Tor.

## Trainerkarriere
Zur Saison 2009/10 übernahm Barjuan die A2-Junioren (U18) des FC Barcelona, für die er bis Juli 2011 verantwortlich war. Nach einem Jahr ohne Tätigkeit übernahm er zur Saison 2012/13 den Zweitligisten Recreativo Huelva. In seinem ersten Jahr schloss er die Saison mit seiner Mannschaft auf dem 13. Platz ab. In der Saison 2013/14 folgte der 8. Platz, womit man die Teilnahme an den Aufstiegs-Play-Offs knapp verpasste. Nach der Saison verließ Barjuan den Verein.
Anfang April 2015 wurde Barjuan als Nachfolger von Juan Ignacio Martínez neuer Cheftrainer des abstiegsbedrohten Erstligisten UD Almería. Unter ihm schloss die Mannschaft die Saison 2014/15 auf dem 19. Platz ab und stieg ab. Anfang Oktober 2015 wurde Barjuan entlassen.
Anfang April 2017 übernahm Barjuan den abstiegsbedrohten Zweitligisten RCD Mallorca. Er wurde nach Fernando Vázquez und Javier Olaizola bereits der dritte Cheftrainer in dieser Spielzeit und schloss die Saison 2016/17 auf dem 20. Platz ab, womit der Verein erstmals seit 36 Jahren in die Drittklassigkeit abstieg. Anschließend verließ er den Verein wieder.
Zur Saison 2018 übernahm er den chinesischen Zweitligisten Zhejiang Greentown. Unter ihm schloss die Mannschaft die Saison auf dem 3. Platz ab und verpasste somit knapp den Aufstieg in die Chinese Super League. Anfang Juli 2019 wurde Barjuan entlassen.
Zur Saison 2021/22 kehrte Barjuan zum FC Barcelona zurück und übernahm die zweite Mannschaft, die in der drittklassigen Segunda División RFEF spielt. Ende Oktober 2021 wurde er nach der Entlassung von Ronald Koeman Interimstrainer der ersten Mannschaft. Barjuan betreute die Mannschaft bei einem 1:1-Unentschieden gegen Deportivo Alavés, einem 1:0-Sieg gegen Dynamo Kiew in der Champions League und einem 3:3-Unentschieden gegen Celta Vigo, bei dem man zwischenzeitlich mit 3:0 führte. Dabei verhalf er Abde Ezzalzouli aus der zweiten Mannschaft zu seinen ersten beiden Einsätzen in der Primera División. Anschließend wurde Xavi als neuer Cheftrainer verpflichtet und Barjuan kehrte zur zweiten Mannschaft zurück. Nach der Saison verließ er die Mannschaft; er soll jedoch in anderer Rolle im Verein verbleiben.

## Erfolge
- Spanischer Meister: 1994, 1998, 1999
- Spanischer Pokalsieger: 1997, 1998
- Europapokalsieger der Pokalsieger: 1997
- UEFA-Super-Cup-Sieger: 1997